# Unterroggenburger Wald

Der Unterroggenburger Wald am östlichen Rand des Landkreises Neu-Ulm

Der Unterroggenburger Wald ist ein 17,62 km² großes gemeindefreies Gebiet im Landkreis Neu-Ulm in Bayerisch Schwaben. Es ist überwiegend bewaldet und unbewohnt.

## Geographie

### Lage
Das Gebiet liegt an der östlichen Grenze des Landkreises Neu-Ulm zum Landkreis Günzburg. Die südliche Grenze zum gemeindefreien Gebiet Oberroggenburger Wald bildet die Staatsstraße 2018.

### Nachbargemeinden
|                              | gemeindefreies Gebiet Stoffenrieder Forst   |                    |
| Gemeinde Roggenburg (Bayern) | Kompassrose, die auf Nachbargemeinden zeigt | Landkreis Günzburg |
| Gemeinde Buch                | gemeindefreies Gebiet Oberroggenburger Wald |                    |

## Nutzung
Das Gebiet wird hauptsächlich forstwirtschaftlich genutzt. Der in dem Gebiet liegende Ingstetter Weiher wurde in den 1930er-Jahren ursprünglich als Fischweiher angelegt, um die Bevölkerung mit Eiweiß versorgen zu können. Der Weiher trägt im Einzugsgebiet des Schwarzbachs als Rückhaltebecken zum Hochwasserschutz bei. In den 1960er- und 1970er-Jahren wurde er als Badesee genutzt. Mit dem Ausbau des Oberrieder Weihers bei Breitenthal im Landkreis Günzburg zum Naherholungsgebiet verlor der Ingstetter Weiher als Badesee langsam an Attraktivität und wurde schließlich als flächenhaftes Naturdenkmal unter Schutz gestellt. Seit August 1982 sind der See, die ihn umgebenden Röhrichtbestände und Verlandungszonen im Uferbereich sowie die angrenzenden Erlen- und Weidenbestände als flächenhaftes Naturdenkmal geschützt.